# 吴仲廉
吴仲廉（1908年12月6日—1967年1月19日），湖南宜章人，中华人民共和国政治人物，中国共产党党员，曾任中华人民共和国浙江省高级人民法院院长，是全国首位高级人民法院女院长。她还担任过浙江省党委书记、第三届全国人大代表等职务。她于文化大革命中遭迫害致死，至1978年被平反昭雪。

## 生平

### 建国前
1908年12月6日，吴仲廉于中国湖南省宜章县出生，后就读于宜章县城女子学校、湖南省立衡阳第三女子师范学校，并在1927年加入中国共产党。1928年，吴仲廉参与了朱德、陈毅等人领导的湘南起义，抵达井冈山后成为红四军的一名干事。吴仲廉后作为毛泽东的书记员，参加了古田会议，并负责抄写了古田会议决议。
1934年10月，因第五次反围剿的失败，红军决定进行长征。吴仲廉时为中央党校教员，她跟随红一方面军最终抵达陕北根据地。她于1936年10月随西路军西渡黄河，时任职务红九军政治部科长。次年，由于队伍力量不足，吴仲廉所在的支队被俘虏，她和张琴秋等人因被认出身份而被送至南京关押在反省院，后得到营救。
在得到营救后，吴仲廉转入苏皖纵队并担任政治部主任，与时任苏皖纵队司令员的江华一同入选为中共七大代表。

### 建国后
中华人民共和国建国后，各地开始司法体系的建设，吴仲廉于1952年起担任浙江高院院长，成为全国首位高院女院长。在任期间，吴仲廉负责建设浙江省内的各级人民法院及巡回法庭。她率先开拓了中国律师体系的建设，完善法律制度，在浙江省建立了多个法律顾问处。同时，吴仲廉对浙江省旧有的死刑案件进行复核，组织司法人员清查各种资料档案。她对自己的工作如此评价：“毛主席多次讲到，韭菜割了可以再长，头杀了不能再长出来。我们手上操着生杀大权， 一定要对人民高度负责啊!”。
1967年1月开始，浙江省在文革的影响下，公检法系统被夺权。吴仲廉在被撤职次日遭到迫害去世，死亡原因被宣称为畏罪自杀。自1975年开始，江华开始实施对文革的拨乱反正的政策，浙江省委于1978年11月决定为吴仲廉平反。

## 家庭
吴仲廉在井冈山时期，由谭震林指定和曾日三结婚，生有一子吴长征。1937年曾日三为掩护西路军的突围牺牲，吴仲廉嫁于江华。两人育有三子，分别是虞大江、江小华、吴小白。
吴仲廉去世后骨灰未被留存，虞大江在父亲江华去世后于井冈山茅坪烈士陵园为其父母树立了墓碑和铜像。